# Bahnstrecke Shenmu–Huanghua
| In Grün die Shenshuo-Bahn, in Rot die Shuohuang-Bahn, welche zusammen die Shenmu–Huanghua-Bahn bilden. |                      |                                                                |                                                                |
| Streckenlänge: | 815 km               |                                                                |                                                                |
| Spurweite: | 1435 mm (Normalspur) |                                                                |                                                                |
| Stromsystem: | 25 kV 50 Hz ~        |                                                                |                                                                |
| Maximale Neigung: | 12 ‰                 |                                                                |                                                                |
| Zweigleisigkeit: | vollständig          |                                                                |                                                                |
| |                      |                                                                |                                                                |
| \| \| \| dunkle Farbe: Bahnstrecke Shenmu–Huanghua \| \| \| \| \| helle Farbe: andere Bahnstrecken \| \| \| \| \| nach Baotou (Baoshen-Bahn) \| \| \| \| \| Kohlegrube Daliuta[1] \| \| \| \| \| Daliuta Beginn Shenshuo-Bahn \| \| \| \| \| Zhugaita \| \| \| \| \| Yanjiata \| \| \| \| \| Ziniu (800 m) \| \| \| \| \| Lokdepot \| \| \| \| \| Shenmu Nord \| \| \| \| \| China Shenhua Energy \| \| \| \| \| (Bahnstrecke Shenmu–Yan'an) \| \| \| \| \| (Zhunshen-Bahn) \| \| \| \| \| nach Shenmu \| \| \| \| \| Huangyang \| \| \| \| \| Kohlegrube Yujialiang \| \| \| \| \| 5,8 km \| \| \| \| \| Xinchengchuan \| \| \| \| \| Gushanchuan \| \| \| \| \| Fugu \| \| \| \| \| Shaanxi / Shanxi Gelber Fluss \| \| \| \| \| 5,1 km \| \| \| \| \| Baode Kohlegrube Kangjiatan \| \| \| \| \| Wangjiazhai \| \| \| \| \| Kraftwerk Shendong Hequ \| \| \| \| \| Yinta \| \| \| \| \| Lijiagou \| \| \| \| \| Hanjialou \| \| \| \| \| Sancha \| \| \| \| \| Hezhi Xiang \| \| \| \| \| Nanpodi \| \| \| \| \| von Wuzhai \| \| \| \| \| Zhuangershang \| \| \| \| \| \| \| \| \| \| Shenchi Süd \| \| \| \| \| Shenchi \| \| \| \| \| Grenze Shenshuo-Bahn / \| \| \| \| \| Shuohuang-Bahn \| \| \| \| \| \| \| \| \| \| Shanggelao \| \| \| \| \| Jiugetai \| \| \| \| \| Guanzhuang \| \| \| \| \| Shuozhou West \| \| \| \| \| Shuozhou nach Datong (Tongpu-Bahn) Ende Shenshuo-Bahn \| \| \| \| \| nach Jingle \| \| \| \| \| Ningwu West \| \| \| \| \| Ningwu \| \| \| \| \| \| \| \| \| \| \| \| \| \| \| Changliangshan-Tunnel (12.782 m) \| \| \| \| \| Longgong \| \| \| \| \| \| \| \| \| \| Daniudian Nord \| \| \| \| \| Yuanping West im Bau (Schnellfahrstrecke Datong-Xi’an) \| \| \| \| \| von Peking (Bahnstrecke Peking–Yuanping) \| \| \| \| \| Yuanping \| \| \| \| \| \| \| \| \| \| Yuanping Süd \| \| \| \| \| nach Xi’an (Tongpu-Bahn) \| \| \| \| \| Huifeng \| \| \| \| \| nach Xinzhou (zur Tongpu-Bahn) \| \| \| \| \| Dongye \| \| \| \| \| Wan Süd \| \| \| \| \| (5.204 m) \| \| \| \| \| (6.369 m) \| \| \| \| \| Diliudeng \| \| \| \| \| Shanxi / Hebei \| \| \| \| \| Houwen \| \| \| \| \| Xiaojie \| \| \| \| \| Zhongguyue \| \| \| \| \| Xibaipo \| \| \| \| \| nach Shijiazhuang \| \| \| \| \| Sanji \| \| \| \| \| Lingshou \| \| \| \| \| Xingtang \| \| \| \| \| Dasha (1.771 m) \| \| \| \| \| Steinbruch \| \| \| \| \| Xinqu \| \| \| \| \| Mittlere Route Süd-Nord-Wassertransferprojekt \| \| \| \| \| Kraftwerk Dingzhou \| \| \| \| \| Dingzhou West \| \| \| \| \| nach Peking (Bahnstrecke Peking–Guangzhou) \| \| \| \| \| (Schnellfahrstrecke Peking–Hongkong) \| \| \| \| \| Dingzhou Ost \| \| \| \| \| Anguo \| \| \| \| \| Boye \| \| \| \| \| Li \| \| \| \| \| Suning Nord \| \| \| \| \| nach Peking (Bahnstrecke Peking–Kowloon) \| \| \| \| \| Taishizhuang \| \| \| \| \| Hejian \| \| \| \| \| Xingbieying \| \| \| \| \| Liminju \| \| \| \| \| Qingxian-Cangzhou-Viadukt (Schnellfahrstrecke Peking–Shanghai) \| \| \| \| \| (3564 m) Kaiserkanal Peking-Hangzhou \| \| \| \| \| nach Peking (Bahnstrecke Peking–Shanghai) \| \| \| \| \| Cangzhou Nord \| \| \| \| \| \| \| \| \| \| Litianmu \| \| \| \| \| \| \| \| \| \| Huanghua Süd \| \| \| \| \| Huangwan-Bahn zum Hafen Tianjin (Huanghua Süd–Wanjia-Terminal) \| \| \| \| \| Duanzhuang \| \| \| \| \| nach Handan (Bahnstrecke Handan–Huanghua) \| \| \| \| \| Industriebetrieb \| \| \| \| \| Yangzhuang \| \| \| \| \| Bohai West \| \| \| \| \| Huanghua Hafen \| \| \| \| \| Huanghua Hafen Süd \| \| \| \| \| Bohai Neu Kohleterminal \| \| |                      |                                                                |                                                                |
| Strecke quer |                      | dunkle Farbe: Bahnstrecke Shenmu–Huanghua                      | dunkle Farbe: Bahnstrecke Shenmu–Huanghua                      |
| Strecke quer (außer Betrieb) |                      | helle Farbe: andere Bahnstrecken                               | helle Farbe: andere Bahnstrecken                               |
| |                      | nach Baotou (Baoshen-Bahn)                                     |                                                                |
| |                      | Kohlegrube Daliuta                                             |                                                                |
| Haltepunkt / Haltestelle |                      | Daliuta Beginn Shenshuo-Bahn                                   | Daliuta Beginn Shenshuo-Bahn                                   |
| Bahnhof |                      | Zhugaita                                                       | Zhugaita                                                       |
| Haltepunkt / Haltestelle |                      | Yanjiata                                                       | Yanjiata                                                       |
| Brücke über Wasserlauf |                      | Ziniu (800 m)                                                  | Ziniu (800 m)                                                  |
| Abzweig geradeaus und von links · Betriebs-/Güterbahnhof Streckenende und quer |                      | Lokdepot                                                       | Lokdepot                                                       |
| Bahnhof |                      | Shenmu Nord                                                    | Shenmu Nord                                                    |
| Betriebs-/Güterbahnhof Streckenanfang und quer · Abzweig geradeaus und von rechts |                      | China Shenhua Energy                                           | China Shenhua Energy                                           |
| Strecke von links (außer Betrieb) · Abzweig geradeaus und ehemals nach rechts |                      | (Bahnstrecke Shenmu–Yan'an)                                    | (Bahnstrecke Shenmu–Yan'an)                                    |
| Abzweig geradeaus und von links (Strecke außer Betrieb) · Kreuzung mit Tunnelstrecke (Querstrecke außer Betrieb) |                      | (Zhunshen-Bahn)                                                | (Zhunshen-Bahn)                                                |
| Strecke nach rechts (außer Betrieb) · Strecke |                      | nach Shenmu                                                    | nach Shenmu                                                    |
| Haltepunkt / Haltestelle |                      | Huangyang                                                      | Huangyang                                                      |
| Betriebs-/Güterbahnhof Streckenanfang und quer · Abzweig geradeaus und nach rechts |                      | Kohlegrube Yujialiang                                          | Kohlegrube Yujialiang                                          |
| Tunnel |                      | 5,8 km                                                         | 5,8 km                                                         |
| Haltepunkt / Haltestelle |                      | Xinchengchuan                                                  | Xinchengchuan                                                  |
| Haltepunkt / Haltestelle |                      | Gushanchuan                                                    | Gushanchuan                                                    |
| Haltepunkt / Haltestelle |                      | Fugu                                                           | Fugu                                                           |
| Grenze auf Brücke über Wasserlauf |                      | Shaanxi / Shanxi Gelber Fluss                                  | Shaanxi / Shanxi Gelber Fluss                                  |
| Tunnel |                      | 5,1 km                                                         | 5,1 km                                                         |
| Haltepunkt / Haltestelle |                      | Baode Kohlegrube Kangjiatan                                    | Baode Kohlegrube Kangjiatan                                    |
| Haltepunkt / Haltestelle |                      | Wangjiazhai                                                    | Wangjiazhai                                                    |
| Abzweig geradeaus und von links · Betriebs-/Güterbahnhof Streckenende und quer |                      | Kraftwerk Shendong Hequ                                        | Kraftwerk Shendong Hequ                                        |
| Haltepunkt / Haltestelle |                      | Yinta                                                          | Yinta                                                          |
| Haltepunkt / Haltestelle |                      | Lijiagou                                                       | Lijiagou                                                       |
| Haltepunkt / Haltestelle |                      | Hanjialou                                                      | Hanjialou                                                      |
| Haltepunkt / Haltestelle |                      | Sancha                                                         | Sancha                                                         |
| Haltepunkt / Haltestelle |                      | Hezhi Xiang                                                    | Hezhi Xiang                                                    |
| Haltepunkt / Haltestelle |                      | Nanpodi                                                        | Nanpodi                                                        |
| Abzweig von links und von rechts (Strecke außer Betrieb) · Abzweig geradeaus und ehemals nach rechts |                      | von Wuzhai                                                     | von Wuzhai                                                     |
| Haltepunkt / Haltestelle (Strecke außer Betrieb) · Strecke |                      | Zhuangershang                                                  | Zhuangershang                                                  |
| Strecke nach links (außer Betrieb) · Kreuzung geradeaus oben (Querstrecke außer Betrieb) · Strecke von rechts (außer Betrieb) |                      |                                                                |                                                                |
| Bahnhof · Strecke (außer Betrieb) |                      | Shenchi Süd                                                    | Shenchi Süd                                                    |
| Strecke von links · Abzweig geradeaus und nach rechts · Bahnhof (Strecke außer Betrieb) |                      | Shenchi                                                        | Shenchi                                                        |
| Strecke · Tunnelanfang · Strecke (außer Betrieb) |                      | Grenze Shenshuo-Bahn /                                         | Grenze Shenshuo-Bahn /                                         |
| Strecke von links · Kreuzung (Querstrecke außer Betrieb) (im Tunnel) · Strecke nach rechts (außer Betrieb) |                      | Shuohuang-Bahn                                                 | Shuohuang-Bahn                                                 |
| Strecke · Tunnelende |                      |                                                                |                                                                |
| Strecke · Haltepunkt / Haltestelle |                      | Shanggelao                                                     | Shanggelao                                                     |
| Strecke · Haltepunkt / Haltestelle |                      | Jiugetai                                                       | Jiugetai                                                       |
| Strecke · Haltepunkt / Haltestelle |                      | Guanzhuang                                                     | Guanzhuang                                                     |
| Strecke · Bahnhof |                      | Shuozhou West                                                  | Shuozhou West                                                  |
| Strecke · Abzweig nach links und ehemals von links · Kopfbahnhof Strecke ab hier außer Betrieb und quer |                      | Shuozhou nach Datong (Tongpu-Bahn) Ende Shenshuo-Bahn          | Shuozhou nach Datong (Tongpu-Bahn) Ende Shenshuo-Bahn          |
| Abzweig geradeaus, von rechts und Tunnelende |                      | nach Jingle                                                    | nach Jingle                                                    |
| Bahnhof Streckenende |                      | Ningwu West                                                    | Ningwu West                                                    |
| Strecke · Bahnhof (Strecke außer Betrieb) |                      | Ningwu                                                         | Ningwu                                                         |
| Abzweig geradeaus und nach rechts (Strecke außer Betrieb) |                      |                                                                |                                                                |
| Strecke von links (außer Betrieb) · Kreuzung geradeaus unten (Querstrecke außer Betrieb) · Strecke nach rechts (außer Betrieb) |                      |                                                                |                                                                |
| Tunnel |                      | Changliangshan-Tunnel (12.782 m)                               | Changliangshan-Tunnel (12.782 m)                               |
| Haltepunkt / Haltestelle |                      | Longgong                                                       | Longgong                                                       |
| Strecke nach links (außer Betrieb) · Kreuzung geradeaus unten (Querstrecke außer Betrieb) · Strecke quer (außer Betrieb) · Strecke von rechts (außer Betrieb) |                      |                                                                |                                                                |
| Haltepunkt / Haltestelle · Strecke (außer Betrieb) |                      | Daniudian Nord                                                 | Daniudian Nord                                                 |
| Kreuzung geradeaus unten (Querstrecke außer Betrieb) · Bahnhof quer (Strecke außer Betrieb) · Kreuzung geradeaus unten (Strecken außer Betrieb) |                      | Yuanping West im Bau (Schnellfahrstrecke Datong-Xi’an)         | Yuanping West im Bau (Schnellfahrstrecke Datong-Xi’an)         |
| Strecke nach links · Strecke von rechts · Abzweig geradeaus, nach links und von links (Strecke außer Betrieb) |                      | von Peking (Bahnstrecke Peking–Yuanping)                       | von Peking (Bahnstrecke Peking–Yuanping)                       |
| Strecke · Bahnhof (Strecke außer Betrieb) |                      | Yuanping                                                       | Yuanping                                                       |
| Abzweig geradeaus und ehemals von links · Abzweig geradeaus und von rechts (Strecke außer Betrieb) |                      |                                                                |                                                                |
| Bahnhof · Strecke (außer Betrieb) |                      | Yuanping Süd                                                   | Yuanping Süd                                                   |
| Kreuzung geradeaus oben (Querstrecke außer Betrieb) · Strecke nach rechts (außer Betrieb) |                      | nach Xi’an (Tongpu-Bahn)                                       | nach Xi’an (Tongpu-Bahn)                                       |
| Haltepunkt / Haltestelle |                      | Huifeng                                                        | Huifeng                                                        |
| Abzweig geradeaus und ehemals von rechts |                      | nach Xinzhou (zur Tongpu-Bahn)                                 | nach Xinzhou (zur Tongpu-Bahn)                                 |
| Haltepunkt / Haltestelle |                      | Dongye                                                         | Dongye                                                         |
| Haltepunkt / Haltestelle |                      | Wan Süd                                                        | Wan Süd                                                        |
| Tunnel |                      | (5.204 m)                                                      | (5.204 m)                                                      |
| Tunnel |                      | (6.369 m)                                                      | (6.369 m)                                                      |
| Haltepunkt / Haltestelle |                      | Diliudeng                                                      | Diliudeng                                                      |
| Grenze |                      | Shanxi / Hebei                                                 | Shanxi / Hebei                                                 |
| Haltepunkt / Haltestelle |                      | Houwen                                                         | Houwen                                                         |
| Haltepunkt / Haltestelle |                      | Xiaojie                                                        | Xiaojie                                                        |
| Haltepunkt / Haltestelle |                      | Zhongguyue                                                     | Zhongguyue                                                     |
| Haltepunkt / Haltestelle |                      | Xibaipo                                                        | Xibaipo                                                        |
| Abzweig geradeaus und ehemals nach rechts |                      | nach Shijiazhuang                                              | nach Shijiazhuang                                              |
| Haltepunkt / Haltestelle |                      | Sanji                                                          | Sanji                                                          |
| Haltepunkt / Haltestelle |                      | Lingshou                                                       | Lingshou                                                       |
| Bahnhof |                      | Xingtang                                                       | Xingtang                                                       |
| Brücke über Wasserlauf |                      | Dasha (1.771 m)                                                | Dasha (1.771 m)                                                |
| Abzweig geradeaus und von links · Betriebs-/Güterbahnhof Streckenende und quer |                      | Steinbruch                                                     | Steinbruch                                                     |
| Haltepunkt / Haltestelle |                      | Xinqu                                                          | Xinqu                                                          |
| Brücke über Wasserlauf |                      | Mittlere Route Süd-Nord-Wassertransferprojekt                  | Mittlere Route Süd-Nord-Wassertransferprojekt                  |
| Abzweig geradeaus und von links · Betriebs-/Güterbahnhof Streckenende und quer |                      | Kraftwerk Dingzhou                                             | Kraftwerk Dingzhou                                             |
| Bahnhof |                      | Dingzhou West                                                  | Dingzhou West                                                  |
| Strecke quer (außer Betrieb) · Kreuzung geradeaus oben (Querstrecke außer Betrieb) |                      | nach Peking (Bahnstrecke Peking–Guangzhou)                     | nach Peking (Bahnstrecke Peking–Guangzhou)                     |
| Strecke quer · Kreuzung (Querstrecke außer Betrieb) · Strecke quer |                      | (Schnellfahrstrecke Peking–Hongkong)                           | (Schnellfahrstrecke Peking–Hongkong)                           |
| Haltepunkt / Haltestelle |                      | Dingzhou Ost                                                   | Dingzhou Ost                                                   |
| Haltepunkt / Haltestelle |                      | Anguo                                                          | Anguo                                                          |
| Haltepunkt / Haltestelle |                      | Boye                                                           | Boye                                                           |
| Haltepunkt / Haltestelle |                      | Li                                                             | Li                                                             |
| Haltepunkt / Haltestelle |                      | Suning Nord                                                    | Suning Nord                                                    |
| Strecke quer (außer Betrieb) · Kreuzung geradeaus oben und rechts (Querstrecke außer Betrieb) |                      | nach Peking (Bahnstrecke Peking–Kowloon)                       | nach Peking (Bahnstrecke Peking–Kowloon)                       |
| Haltepunkt / Haltestelle |                      | Taishizhuang                                                   | Taishizhuang                                                   |
| Bahnhof |                      | Hejian                                                         | Hejian                                                         |
| Haltepunkt / Haltestelle |                      | Xingbieying                                                    | Xingbieying                                                    |
| Haltepunkt / Haltestelle |                      | Liminju                                                        | Liminju                                                        |
| Strecke quer · Kreuzung (Querstrecke außer Betrieb) · Strecke quer |                      | Qingxian-Cangzhou-Viadukt (Schnellfahrstrecke Peking–Shanghai) | Qingxian-Cangzhou-Viadukt (Schnellfahrstrecke Peking–Shanghai) |
| |                      | (3564 m) Kaiserkanal Peking-Hangzhou                           |                                                                |
| Abzweig quer und von rechts (Strecke außer Betrieb) · Kreuzung Ende Hochstrecke (Querstrecke außer Betrieb) |                      | nach Peking (Bahnstrecke Peking–Shanghai)                      | nach Peking (Bahnstrecke Peking–Shanghai)                      |
| Bahnhof (Strecke außer Betrieb) · Strecke |                      | Cangzhou Nord                                                  | Cangzhou Nord                                                  |
| Strecke nach links (außer Betrieb) · Kreuzung geradeaus oben (Querstrecke außer Betrieb) · Strecke von rechts (außer Betrieb) |                      |                                                                |                                                                |
| Haltepunkt / Haltestelle |                      | Litianmu                                                       | Litianmu                                                       |
| Abzweig geradeaus und ehemals nach links · Abzweig geradeaus und von rechts (Strecke außer Betrieb) |                      |                                                                |                                                                |
| Bahnhof |                      | Huanghua Süd                                                   | Huanghua Süd                                                   |
| Abzweig geradeaus und ehemals nach links · Kreuzung geradeaus unten (Strecken außer Betrieb) |                      | Huangwan-Bahn zum Hafen Tianjin (Huanghua Süd–Wanjia-Terminal) | Huangwan-Bahn zum Hafen Tianjin (Huanghua Süd–Wanjia-Terminal) |
| Haltepunkt / Haltestelle |                      | Duanzhuang                                                     | Duanzhuang                                                     |
| Strecke quer (außer Betrieb) · Kreuzung geradeaus unten (Querstrecke außer Betrieb) · Kreuzung geradeaus unten (Strecken außer Betrieb) · Strecke von rechts (außer Betrieb) |                      | nach Handan (Bahnstrecke Handan–Huanghua)                      | nach Handan (Bahnstrecke Handan–Huanghua)                      |
| Betriebs-/Güterbahnhof Streckenanfang und quer (Strecke außer Betrieb) · Abzweig von links und von rechts (Strecke außer Betrieb) · Kreuzung geradeaus oben (Querstrecke außer Betrieb) · Strecke nach rechts (außer Betrieb) · Strecke (außer Betrieb) |                      | Industriebetrieb                                               | Industriebetrieb                                               |
| Strecke (außer Betrieb) · Haltepunkt / Haltestelle · Strecke von links (außer Betrieb) · Strecke nach rechts (außer Betrieb) |                      | Yangzhuang                                                     | Yangzhuang                                                     |
| Strecke (außer Betrieb) · Strecke · Dienststation / Betriebs- oder Güterbahnhof (Strecke außer Betrieb) |                      | Bohai West                                                     | Bohai West                                                     |
| Strecke (außer Betrieb) · Dienststation / Betriebs- oder Güterbahnhof · Strecke (außer Betrieb) |                      | Huanghua Hafen                                                 | Huanghua Hafen                                                 |
| Betriebs-/Güterbahnhof Streckenende (Strecke außer Betrieb) · Strecke · Strecke (außer Betrieb) |                      | Huanghua Hafen Süd                                             | Huanghua Hafen Süd                                             |
| Betriebs-/Güterbahnhof Streckenende (Strecke außer Betrieb) |                      | Bohai Neu Kohleterminal                                        | Bohai Neu Kohleterminal                                        |

Die Bahnstrecke Shenmu–Huanghua (Shenhuang, chinesisch 神黄铁路) ist eine 815 km lange Gütereisenbahn in China, die von Shenmu in Shanxi über Shenchi nach Huanghua am Golf von Bohai führt. Sie besteht aus der westlichen Teilstrecke, der Shenshuo-Bahn und der östlichen Teilstrecke Shuohuang-Bahn und wird von der Shenhua Group, dem größten Kohleförderer Chinas, betrieben.
Die Shenshuo-Bahnstrecke wurde am 1. Juli 1996 als erste der beiden eröffnet. Sie war nach der Bahnstrecke Datong–Qinhuangdao, der Daqin-Bahn die zweite Heavy-Haul-Bahnstrecke Chinas.

## Vorgeschichte und Bau
Nahe dem Ausgangspunkt der Strecke in Shenmu befindet sich das Shenfu-Dongsheng-Kohlerevier, welches das größte in China ist. Es umfasst mit 230 Milliarden Tonnen Kohle etwa 18–23 % der geschätzten Reserven Chinas. Vor dem Bau der Bahnstrecke konnten pro Jahr nur 10 Mio. t über die Baoshen-Strecke abtransportiert werden, was die Förderung begrenzte.
In der ersten Phase wurde von 1990 bis 1996 eine eingleisige Strecke von Shenmu nach Shuoxian gebaut, die 30 Millionen Tonnen Kohle pro Jahr transportieren sollte (Shenshuo-Bahn, 266 km lang). Im Jahr 2000 wurde die Elektrifizierung abgeschlossen.
 Die zweite Phase war der Bau einer zweigleisigen, 588 km langen Verlängerung nach Huanghua (Shuohuang-Bahn). Im Dezember 2001 wurde die Gesamtstrecke eröffnet. Bis 2003 wurde auch der Abschnitt Shenmu–Shenchi zweigleisig ausgebaut. 2006 wurde der Hafen Tianjin mit der Huangwan-Strecke erreicht.

## Streckenbeschreibung
Die 815 km lange Strecke besitzt 356 Brücken mit einer Gesamtlänge von 74,3 km sowie 129 Tunnel von insgesamt 94 km Länge. Davon befinden sich 64 km Brücken und 77 Tunnel mit 66,4 km Länge auf der Shuohuang-Strecke.

## Ausbau
2009 wurde festgelegt, die Kapazität der Shuohuang-Strecke auf 350 Millionen Tonnen pro Jahr zu erhöhen. Ab 2010 wurde sie dazu mit latenzarmem LTE-Zugfunk auf dem 1,8 GHz-Frequenzband ausgerüstet. Dadurch können mehrere über den Zug verteilte Lokomotiven auf bis zu 2000 m Zuglänge synchron gesteuert werden.
Seit 2011 läuft ein Programm, die Achslast der Shuohuang-Strecke von 25 t auf 30 t zu erhöhen. Nach Versuchen durch das Transportation Technology Center aus den USA wurden 2013 und 2014 alle Brücken verstärkt. Dafür wurden zum Teil CFK-Platten verwendet.
Seit April 2013 verkehren Zehntausend-Tonnen-Züge auf der Shenshuo-Strecke. Auf der Shuohuang-Strecke fahren seit etwa 2014 auch Zwanzigtausend-Tonnen-Züge. Für die Traktion werden drei Doppellokomotiven an der Spitze eingesetzt. Im Sommer 2020 wurde eine sechsteilige Lokomotive auf der Basis der mit Siemens-Technologie ausgerüsteten HXD1 vorgestellt, die auf dieser Strecke eingesetzt werden soll.

## Transportleistung
2016 wurden 272 Mio. t Güter auf der Shuohuang-Strecke (mit Huangwan- und Huangda-Bahn) und mind. 225 Mio. t Kohle auf der Shenshuo-Strecke transportiert.
Im Jahr 2012 waren es 234 Mio. t auf der Shuohuang-Strecke, wobei die Strecke mit 115 Zugpaaren am Tag nahe an ihrer Kapazitätsgrenze operierte.
Ende 2015 öffnete Shenhua seine Eisenbahnstrecken und Häfen auch für Mitbewerber. Der Kohleumschlag über den Hafen Huanghua stieg daraufhin stark an, da die Transportkosten für Kohle aus Jungar über Shenchi mit 110 Yuan pro Tonne (etwa 14 €/t) niedriger als über die Daqin-Strecke sind.